# Мухаммад Тамгач-хан (караханидский хан)
Мухаммад Тамгач-хан (ум. в 1178 г.) — 18-й каган Западно-Караханидского ханства в 1171—1178 годах. Известен также как Мухаммад III.
Информации о нём очень мало. Сын кагана Масуд-хана ІІ. В 1170 г. после смерти отца выступил против двоюродного брата — кагана Насра ІІІ, которого одолел в 1171 с помощью каракитаев.
В 1171 г. участвовал в походе каракитайского войска на Хорезм. В 1173 году за помощь в отвоевании трона хорезмшахом Текеша вернул под власть Бухару и окружающие владения.
В 1174—1175 годах столкнулся с восстаниями своих родственников, которые смог подавить. Но в 1178 году против него выступил Ибрахим III Богра-хан, правитель Узгенда, нанесший поражение Мухаммаду Тамгач-хану, захватив власть.